# Jan van Ossenbeeck

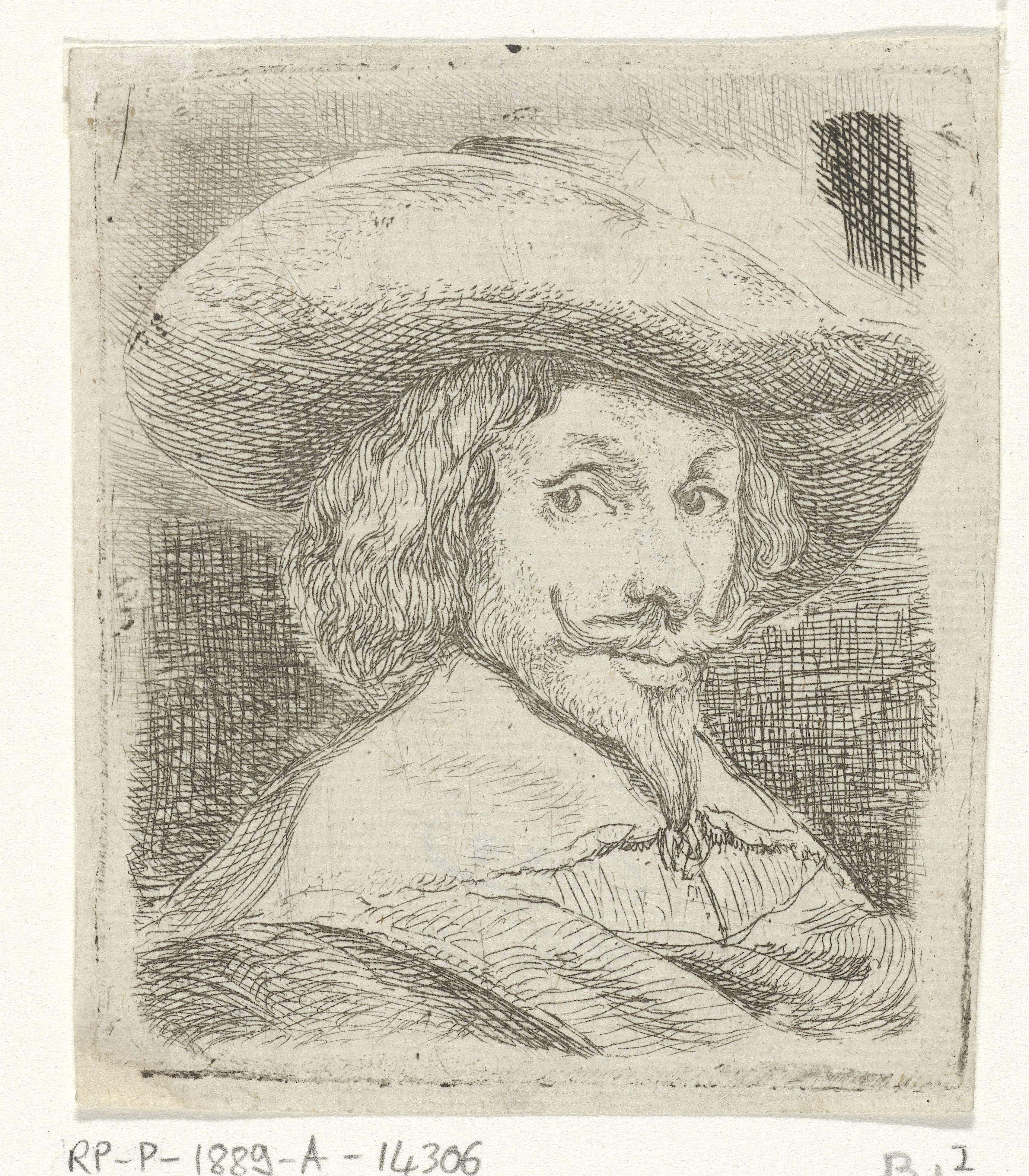
Autorretrato con sombrero, aguafuerte, 88 x 73 mm. Ámsterdam, Rijksmuseum

Jan van Ossenbeeck (Róterdam, c. 1624-Viena, 30 de marzo de 1674) fue un pintor, dibujante y grabador neerlandés, pintor de la corte del emperador Leopoldo I, especializado en la pintura de paisajes italianizantes y animales domésticos.

## Biografía y obra
Establecido hacia 1644 en Roma, donde en el círculo de pintores holandeses residentes en la ciudad fue conocido por el apodo Virgillius, habría recibido allí la influencia de Pieter van Laer, de quien grabó, al menos, un paisaje con la caza del jabalí, a partir de uno de sus óleos conservado en la galería imperial vienesa. 
De su etapa italiana pueden ser algunos aguafuertes con paisajes romanos como los que representan una fiesta extramuros de la puerta de San Sebastián en Roma, en las ruinas de la cueva de la ninfa Egeria, o el mercado de ganado en Campo Vaccino, en el foro imperial.
En Roma debió de trabar amistad con Nikolaus van Hoy, con quien se volvería a encontrar en la corte del archiduque Leopoldo Guillermo en Bruselas y Viena. Aquí realizó, por dibujos de Van Hoy, algunos de los grabados de reproducción de las pinturas italianas de la colección del archiduque para el Theatrum Pictorium de David Teniers II, publicado en Bruselas en 1660. Para el archiduque, mecenas y coleccionista de pintura que hasta 1657 ocupó el cargo de gobernador de los Países Bajos españoles, pintó la Partida de Jacob a Canaán y un Anuncio a los pastores, óleos típicos de su producción, con gran protagonismo del ganado (1654, Kunsthistorisches Museum). En febrero de 1662 recibió del emperador Leopoldo I una cadena de oro.
En 1664 se encontraba en Ratisbona, al servicio de Johann von Wenzelsberg Cunibert, consejero e intendente de Leopoldo I, coleccionista de pintura, cuya casa de verano representó en un grabado fechado tal año. Se encargó además de realizar grabados de reproducción de algunos cuadros propiedad de Wenzelsberg, entre ellos dos paisajes montañosos de Salvator Rosa. De nuevo en Viena, donde en 1670 fue nombrado pintor de la corte y permaneció ya hasta su fallecimiento, recuperó la colaboración con Van Hoy, encargándose de realizar, por dibujos de este, muchos de los grabados que ilustran el libreto del ballet ecuestre de Francesco Sbarra, La contesa dell' aria e dell' acqua, Viena, 1667, representado con motivo del enlace matrimonial de la infanta Margarita, hija de Felipe IV, con su tío, el emperador Leopoldo I.